# Joseph Pujol
Joseph Pujol, in arte Le Pétomane (Il Petomane) (Marsiglia, 1º giugno 1857 – Tolone, 8 agosto 1945), è stato un artista e imprenditore francese.
Apprendista panettiere a Marsiglia, il giovane Joseph Pujol iniziò a improvvisare spettacoli mostrando le sue capacità a colleghi e amici: possedeva, infatti, una singolare e particolare maestria nel controllo dei muscoli addominali e sfinteriali che gli consentiva di emettere flatulenze a suo piacimento.

## Biografia
Nacque a Marsiglia, uno dei cinque figli di François (uno scalpellino e scultore) e Rose Pujol, ambedue originari di Mataró (in Catalogna). Poco dopo aver abbandonato la scuola ebbe una strana esperienza mentre nuotava nel mare: mise la testa sott'acqua e trattenne il respiro, quando improvvisamente sentì un freddo gelido penetrare il suo posteriore. Corse impaurito sulla riva e, sorpreso, ebbe la sensazione che l'acqua fuoriuscisse dal suo ano. Un dottore lo rassicurò, affermando che non c'era nulla di cui preoccuparsi. Quando entrò nell'esercito, raccontò ai commilitoni della sua speciale abilità, dandone subito una dimostrazione per il loro divertimento: appoggiò il sedere su una pentola risucchiando dell'acqua, dopo di che la spruzzò attraverso il suo ano a diversi metri. In seguito, scoprì che poteva persino aspirare dell'aria, potendo così "fumare" sigarette o spegnere candele con un peto.
Sebbene fosse un panettiere di professione, Pujol voleva intrattenere i suoi clienti riproducendo “suoni” di alcuni strumenti musicali. Pujol decise così di portare il suo talento sul palco, debuttando a Marsiglia nel 1887. Dopo aver ottenuto un grande successo, si trasferì a Parigi, dove nel 1892 portò in scena le sue prodezze al Moulin Rouge. Alcuni dei punti salienti dei suoi spettacoli comprendevano la riproduzione di effetti sonori di colpi di cannone e temporali, oppure eseguire canzoni popolari come 'O sole mio, La Marsigliese e Au clair de la lune servendosi di una ocarina attraverso un tubo di gomma infilato nell'ano. Poteva persino spegnere una candela da una distanza di diversi metri. Assistettero ai suoi spettacoli anche il re Edoardo VII, il re Leopoldo II del Belgio e Sigmund Freud.
Nel 1894 Pujol fu citato in giudizio dal direttore del Moulin Rouge Charles Zidler, per aver improvvisato un'esibizione a la Foire du Trône, i cui proventi servirono ad aiutare un suo amico in gravi difficoltà economiche. Per la misera somma di 3.000 franchi (Pujol guadagnava 20.000 franchi a spettacolo), il Moulin Rouge perse la sua principale attrazione: Pujol fu licenziato in quanto l'essersi esibito a la Foire du Trône venne considerato come una rottura con il suo contratto iniziale con il Moulin Rouge. Pensò allora di mettersi in proprio, allestendo uno spettacolo viaggiante chiamato Théâtre Pompadour.
Nei decenni successivi Pujol provò a “raffinare” e rendere i suoi spettacoli più “gentili”; uno dei suoi numeri preferiti divenne una poesia (da lui stesso composta) che parlava di una fattoria, e che scandiva con la solita interpretazione anale riproducendo versi di animali. Il culmine del suo spettacolo lo raggiungeva quando dava l'impressione di riprodurre il rumore del terremoto di San Francisco del 1906. Allo scoppio della prima guerra mondiale, Pujol, terrorizzato dalla disumanità del conflitto, si ritirò dalle scene e fece ritorno alla sua iniziale attività di panettiere a Marsiglia. Più tardi aprì una fabbrica di biscotti a Tolone. Morì nel 1945 all'età di 88 anni e fu seppellito nel cimitero de La Valette-du-Var, dove la sua tomba può essere visitata. L'Università La Sorbonne offrì alla sua famiglia una ingente somma in danaro per poter studiare il suo corpo dopo la sua morte, offerta che però la famiglia rifiutò.

## Nei media
- Pujol ispirò il film Il petomane (1983) di Pasquale Festa Campanile, con Ugo Tognazzi nel ruolo del pétomane.
- Pujol ispirò anche il personaggio del pétomane Maurice (interpretato dal francese Gérard Darmon), marito dell'oggetto del desiderio del piccolo protagonista Tete, nel film La teta y la luna (1994) di Bigas Luna.